# キーボー島アドベンチャー
『キーボー島アドベンチャー』（キーボーとうアドベンチャー）は、スズキ教育ソフトが、小学校での情報教育用に開発・運営しているタイピング検定サイト。

## 概要
2002年（平成14年）度より、日本全国の学校で「総合的な学習の時間」の実施が開始された。
この時間では児童自身が強い課題意識を持ち、様々な方法で追求活動を進め、これを自分たちなりに工夫してまとめあげ、プレゼンテーションやWebページなどを通して発信するような活動が行われるようになった。
これにより、児童のキーボード入力は避けては通れないものになった一方、児童のキーボード入力のスキルに、大きな差がみられた。
今後、子どもたちのキーボード入力スキルの有無が、さらに学習活動の質まで左右する事まで危惧されるようになった。
これを受け、児童のキーボード入力のスキルアップを支援することを目的としたサイトとして、「キーボー島アドベンチャー」が開発された。
検定サイトの開発にあたっては、情報教育実践のリーダー格の小学校の教諭や、大学でインターフェースを研究している研究者の協力を得て、正式オープンの3ヶ月前から20名の若手研究者を中心として、学校現場での情報教育実践家とそのクラス・学校の児童に、モニターを依頼した。
そして、2003年（平成15年）9月に正式オープンした。
2005年には、有料版の「キーボー島アドベンチャーDX」もオープンした。
その後も、教育の情報化に伴い、今では年間約20万人の小学生が利用し、
「キーボー島」として親しまれている。
小学生がキーボード入力を楽しみながら練習し、そのスキルを高められるよう、RPG（ロール・プレイング・ゲーム）仕立てのサイトとなっており、サイトに親近感を持ち、キーボード検定に取り組もうという気持ちを高められるよう工夫してある。
利用には、学校を通じたクラスまたはクラブごとの登録が必要。児童は先生からIDとパスワードをもらって利用できる。このIDとパスワードを利用して、学校だけでなく児童の自宅からでもログインしてキーボー島アドベンチャーを利用することもできる。